# Franklin County Courthouse
La Franklin County Courthouse est un gratte-ciel de 141 mètres de hauteur construit à Columbus (Ohio) aux États-Unis de 1989 à 1991. Il abrite un palais de justice, une prison et des bureaux.
En 2024 c'était le 7e plus haut immeuble de la ville.
Il a coûté 75 millions de $ de l'époque.
Le bâtiment a été conçu par l'agence d'architecture URS Corporation